# Arrival (álbum de ABBA)
Arrival é o quarto álbum de estúdio do grupo ABBA, lançado inicialmente na Suécia no dia 11 de outubro de 1976. As gravações começaram em agosto de 1975, indo até setembro de 1976. Rendeu alguns de seus maiores sucessos: "Dancing Queen", "Money, Money, Money" e "Knowing Me, Knowing You". A canção "Fernando" foi gravada durante as sessões, mas foi lançada como single independente, sendo adicionada como bônus track em alguns países e reedições.
O lançamento no formato CD ocorreu pela primeira vez em 1984. Nos anos subsequentes, foi reeditado e remasterizado digitalmente num total de quatro vezes: primeiro em 1997, depois em 2001, 2005 como parte da caixa The Complete Studio Recordings, e novamente em 2006 (em uma edição deluxe que incluía um DVD com apresentações, comerciais de TV, filmagens de bastidores e videoclipes alternativos). Em 7 de outubro de 2016, foi lançado como um vinil duplo masterizado no Abbey Road Studios utilizando  Half Speed Mastering.
Comercialmente, tornou-se o mais vendido de 1977 no Reino Unido e foi certificado como disco de ouro pela Recording Industry Association of America. Ao todo, atingiu mais de 11,5 milhões de cópias vendidas no mundo, o que o torna o mais bem sucedido entre seus álbuns de estúdio.

## Antecedentes e produção
Quando o ABBA entrou em estúdio para gravar o que seria o seu quarto trabalho, em agosto de 1975, eles desfrutavam de um sucesso moderado nas paradas de sucesso no mundo. As sessões de gravação começaram em agosto de 1975 e continuaram até setembro de 1976 nos estúdios Metronome e Glen em Estocolmo, na Suécia. Em 4 de agosto, parte dos instrumentais da primeira faixa começou a ser gravada, a intitulada "Boogaloo", que inspirava-se no som da música disco vigente, em particular "Rock Your Baby" de George McCrae. O grupo sabia que tinha algo grande em suas mãos, como demonstrado pelo comentário da integrante Agnetha Fältskog: "Sabíamos imediatamente que seria enorme". A letra foi reescrita, e após finalizada, a música ficou conhecida como "Dancing Queen", e se tornaria o maior sucesso de todos os tempos do quarteto. O trabalho na música continuou intermitentemente até dezembro de 1975, quando as atividades do grupo aumentaram na segunda metade do ano, após perceberem um súbito aumento de popularidade no Reino Unido e na Austrália, graças as canções de ABBA, lançado no mesmo ano.
Durante este tempo eles também gravaram uma música (em língua sueca) para o álbum solo da integrante Anni-Frid Lyngstad, "Fernando". Em março de 1976, com a letra versionada para o inglês, foi lançado como single, e tornou-se um sucesso, atingindo o primeiro lugar em vários países, incluindo 14 semanas consecutivas no primeiro lugar na Austrália. Foi incluída como faixa inédita na reedição de 1976, de sua primeira coletânea de maiores sucessos: Greatest Hits, que estava com ótimas vendas já naquela época, e se tornaria o mais vendido do ano no Reino Unido (na Austrália, foi incluída em Arrival entre "Why Did It Have to Be Me" e "Tiger", no lado B). Em meio a esse sucesso, o grupo finalmente encontrou tempo para retornar ao estúdio no final de março de 1976. Começaram a trabalhar em "Knowing Me, Knowing You", que se tornaria mais um sucesso mundial. Em entrevista, Benny Andersson, um dos integrantes, disse que é "uma das nossas cinco melhores gravações".
No final de abril, duas outras músicas foram trabalhadas: "That's Me" e "Why Did It Have to Be Me". Esta última foi retrabalhada e teve parte incluída em "Happy Hawaii" antes de finalmente voltar ao seu título original com letra completamente diferente e trazendo Björn Ulvaeus nos vocais em dueto com Faltskog e Lyngstad ("Happy Hawaii" mais tarde seria lançado como b-side). Situação semelhante ocorreu com na gravação seguinte, quando uma música intitulada "Money, Money, Money" tornou-se "Gypsy Girl" e depois voltou ao seu título original. "Money, Money, Money" também seria lançado como single e se tornaria um grande sucesso alguns meses após o lançamento do álbum.
Em junho de 1976, um especial de TV dedicado ao grupo (intitulado ABBA-dabba-dooo!!) foi filmado. Na mesma época eles gravaram uma música chamada "When I Kissed the Teacher", que se tornaria a faixa de abertura de seu novo álbum. No final de julho, as duas faixas seguintes, "Tiger" e "Dum Dum Diddle", foram gravadas. Consideradas pelo biógrafo Carl Magnus Palm como "antíteses completas", a primeira é no gênero hard rock e a segunda música pop, tanto Lyngstad quanto Ulvaeus expressaram insatisfação com "Dum Dum Diddle", com Ulvaeus admitindo que era uma letra sem sentido e que ele a criou em um momento de desespero. A próxima música a ser gravada foi "My Love My Life". Originalmente intitulada "Monsieur Monsieur" e mais otimista, tornou-se uma balada exuberante com harmonias de apoio inspiradas no hit de 10cc, "I'm Not in Love".
A faixa final a ser gravada foi um instrumental intitulado "Ode to Dalecarlia". Apresentando Andersson com destaque nos teclados, foi renomeada para "Arrival" - palavra que já havia sido decidida como o título. Em setembro de 1976, o trabalho foi concluído e "Dancing Queen" estava no topo das paradas em todo o mundo. As fotos da capa apresentam o quarteto posando dentro e fora de um helicóptero Bell 47 no Aeroporto de Barkarby, no noroeste de Estocolmo. O agora famoso ambigrama projetado por Rune Söderqvist, em 1976, com o logotipo que traz um "B-espelhado", faz sua primeira aparição.
O lançamento ocorreu em 11 de outubro de 1976.

## Recepção crítica
| Críticas profissionais            | Críticas profissionais |
| Avaliações da crítica             | Avaliações da crítica  |
| Fonte                             | Avaliação              |
| --------------------------------- | ---------------------- |
| AllMusic                          | [ 8 ]                  |
| Blender                           | [ 9 ]                  |
| The Encyclopedia of Popular Music | [ 10 ]                 |
| Pitchfork                         | 8.6/10                 |
| Q                                 | [ 12 ]                 |
| The Rolling Stone Album Guide     | [ 13 ]                 |
| Spin Alternative Record Guide     | 9/10                   |
| The Village Voice                 | C                      |

A recepção dos críticos de música foi, em maioria, favorável. Rovi Staff, do site americano AllMusic, avaliou com quatro estrelas e meia de cinco e o definiu como o primeiro clássico da discografia do ABBA. Além de ter notado um rompimento com o bubblegum pop, de seus antecessores. Douglas Wolk, da revista Blender, afirmou que a teatralidade de canções como “Money, Money, Money,” “That’s Me” e “Fernando” "apontou para o palco como o futuro dos compositores do ABBA – e seu repertório". Simon Goddard, do site Pitchfork, deu nota 8,6 e notou que na maioria das canções as personagens interpretadas por Agnetha e Frida, não tem um final feliz. Ele considerou “Dancing Queen” como uma das melhores canções pop já feitas porque, "lança múltiplas reflexões" e "sua beleza superficial e profundidade emocional dependem totalmente do ouvido de quem a vê (...) Para alguns, é um grito emancipatório de alegria. Para outros, um grito de um abismo de tristeza".
Em uma resenha contemporânea para a revista Rolling Stone, Ken Tucker definiu as canções como "músicas de elevador hipnotizantes em sua modalidade" e escreveu: "Ao reduzir suas letras já insípidas para total irrelevância, os vocalistas Anni-Frid Lyngstad e Agnetha Fältskog são liberados para narrar [histórias] com suas vozes estridentes, sem levar em conta emoção ou expressão".
Em uma resenha sobre a reedição de 2001, o editor da AllMusic, Bruce Eder, achou o material "brilhante" e elogiou o "som atualizado" da reedição, bem como "aqueles efeitos musicais dramáticos que este grupo tocou ao máximo, que deu a sua música um poder bruto que seus detratores geralmente ignoravam; na nova edição, é impossível ignorar". No The New Rolling Stone Album Guide, de 2004, o jornalista musical Arion Berger recomendou sua reedição aos consumidores. Robert Dimery o incluiu no livro 1001 Albums You Must Hear Before You Die.

## Desempenho comercial
Obteve ótimas vendas ao redor do mundo, tornou-se o mais vendido de 1977 no Reino Unido e na Alemanha Ocidental, por exemplo. Rendeu três dos maiores sucessos do ABBA: "Dancing Queen", "Money Money Money" e "Knowing Me Knowing You", e em alguns territórios um quarto com a inclusão de "Fernando" (que na maioria dos mercados apareceu em seu álbum anterior Greatest Hits). "That's Me" foi lançado como single apenas no Japão.
Na semana de 3 de agosto de 2018, entrar nas paradas de álbuns do Reino Unido na 94ª posição, pela primeira vez desde 1979. Ao todo, atingiu mais de 11,5 milhões de cópias vendidas no mundo, o que o torna o mais bem sucedido entre seus álbuns de estúdio.

## Lista de faixas
Créditos adaptados do encarte do LP Arrival, de 1976.
Todas as músicas foram escritas e compostas por Benny Andersson e Björn Ulvaeus, exceto onde indicado.
| Lado um |                                                                           |         |  |
| N.º     | Título                                                                    | Duração |  |
| 1.      | "When I Kissed the Teacher"                                               | 2:58    |  |
| 2.      | "Dancing Queen" (escrita por Andersson, Stig Anderson, Ulvaeus)           | 3:47    |  |
| 3.      | "My Love, My Life" (escrita por Andersson, Stig Anderson, Ulvaeus)        | 3:49    |  |
| 4.      | "Dum Dum Diddle"                                                          | 2:50    |  |
| 5.      | "Knowing Me, Knowing You" (escrita por Andersson, Stig Anderson, Ulvaeus) | 3:56    |  |

| Lado dois      |                                                              |         |  |
| N.º            | Título                                                       | Duração |  |
| 1.             | "Money, Money, Money"                                        | 3:02    |  |
| 2.             | "That's Me" (escrita por Andersson, Stig Anderson, Ulvaeus)  | 3:14    |  |
| 3.             | "Why Did It Have to Be Me?" (escrita por Andersson, Ulvaeus) | 3:19    |  |
| 4.             | "Tiger"                                                      | 2:54    |  |
| 5.             | "Arrival" (Instrumental)                                     | 2:58    |  |
| Duração total: | Duração total:                                               | 33:16   |  |

## Pessoas envolvidas
Créditos adaptados do encarte do LP Arrival, de 1976.
- Benny Andersson – sintetizador, piano, acordeão, carrilhão, teclas, marimba, vocais
- Agnetha Fältskog – vocais
- Anni-Frid Lyngstad – vocais
- Björn Ulvaeus – guitarra elétrica, vocais

### Músicos adicionais
- Ola Brunkert – bateria, instrumentos de corda
- Lars Carlsson – saxofone
- Anders Dahl – instrumentos de corda
- Malando Gassama – percussão, ritmo
- Anders Glenmark – guitarra elétrica
- Rutger Gunnarsson – baixo
- Roger Palm – instrumentos de corda, bateria
- Janne Schaffer – guitarra elétrica
- Lasse Wellander – guitarra acústica, guitarra elétrica

### Produção
- Benny Andersson; Björn Ulvaeus – produtores
- Michael B. Tretow – engenheiro
- Benny Andersson; Björn Ulvaeus; Sven-Olof Walldoff – arranjadores
- Rutger Gunnarsson - arranjos de cordas
- Ola Lager; Rune Söderqvist - capa de projeto
- Ola Lager – fotografia
- Jon Astley; Tim Young; Michael B. Tretow – Remasterização para os Remasters de 1997
- Jon Astley; Michael B. Tretow – Remasterização para os Remasters de 2001
- Henrik Jonsson – Remasterização para o box The Complete Studio Recordings

## Tabelas
| Tabela musical (1976–77)              | Melhor posição |
| ------------------------------------- | -------------- |
| Australian Albums (Kent Music Report) | 1              |
| Áustria (Ö3 Austria Top 40)           | 12             |
| Belgian Albums (Humo)                 | 1              |
| Canadian Albums (RPM)                 | 7              |
| Danish Albums (Denmarks Radio)        | 1              |
| Países Baixos (Dutch Charts)          | 1              |
| Finnish Albums (Seuro)                | 2              |
| French Albums (IFOP)                  | 9              |
| Alemanha (Offizielle Deutsche Charts) | 1              |
| Italian Albums (Musica e dischi)      | 11             |
| Japanese Albums (Oricon)              | 3              |
| Nova Zelândia (RMNZ)                  | 1              |
| Noruega (VG-lista)                    | 1              |
| Suécia (Sverigetopplistan)            | 1              |
| Swiss Albums (Musikmarkt)             | 5              |
| Reino Unido (Official Albums Chart)   | 1              |
| Estados Unidos (Billboard 200)        | 20             |
| Tabela musical (2006)                 | Melhor posição |
| Países Baixos (Dutch Charts)          | 85             |
| Tabela musical (2009)                 | Tabela posição |
| Finlândia (Suomen virallinen lista)   | 24             |
| Tabela musical (2021)                 | Melhor posição |
| Bélgica (Ultratop Flandres)           | 109            |
| Países Baixos (Dutch Charts)          | 67             |
| Suécia (Sverigetopplistan)            | 13             |

| Tabela musical (1976)                 | Posição |
| ------------------------------------- | ------- |
| Australian Albums (Kent Music Report) | 8       |
| Dutch Albums (Album Top 100)          | 21      |
| French Albums (IFOP)                  | 47      |
| New Zealand Albums (RMNZ)             | 5       |
| UK Albums (OCC)                       | 41      |
| Tabela musical (1977)                 | Posição |
| Australian Albums (Kent Music Report) | 17      |
| Austrian Albums (Ö3 Austria)          | 17      |
| Canada Top Albums/CDs (RPM)           | 27      |
| Dutch Albums (Album Top 100)          | 6       |
| German Albums (Offizielle Top 100)    | 1       |
| Japanese Albums (Oricon)              | 37      |
| New Zealand Albums (RMNZ)             | 11      |
| UK Albums (OCC)                       | 1       |
| US Billboard 200                      | 34      |
| Tabela musical (1978)                 | Posição |
| Japanese Albums (Oricon)              | 28      |
| UK Albums (OCC)[carece de fontes?]    | 38      |
| Tabela musical (1979)                 | Posição |
| Japanese Albums (Oricon)              | 8       |

| Tabela musical (1970–79) | Posição |
| ------------------------ | ------- |
| Japanese Albums (Oricon) | 14      |
| UK Albums (OCC)          | 7       |

## Certificações e vendas
| Região                                                                                             | Certificação | Vendas     |
| -------------------------------------------------------------------------------------------------- | ------------ | ---------- |
| Alemanha (BVMI)                                                                                    | 2× Platina   | 1,500,000  |
| Austrália (ARIA)                                                                                   | —            | 960,000    |
| Canadá (Music Canada)                                                                              | 2× Platina   | 160,000^   |
| Dinamarca (IFPI Dinamarca)                                                                         | Ouro         | 330,000    |
| Dinamarca (IFPI Dinamarca) Relançamento                                                            | Ouro         | 25,000^    |
| Estados Unidos (RIAA)                                                                              | Ouro         | 500,000^   |
| Finlândia (IFPI Finlândia)                                                                         | Platina      | 86,420     |
| França (SNEP)                                                                                      | —            | 200,000    |
| Hong Kong (IFPI Hong Kong Group)                                                                   | Ouro         | 10,000*    |
| Irlanda (IRMA)                                                                                     | —            | 150,000    |
| Israel                                                                                             | Platina      | 40,000     |
| Iugoslávia                                                                                         | Platina      | 70,000     |
| Japão (RIAJ)                                                                                       | —            | 645,000    |
| Noruega (IFPI Noruega)                                                                             | Ouro         | 167,000    |
| Nova Zelândia (RMNZ)                                                                               | —            | 60,000     |
| Países Baixos (NVPI)                                                                               | Ouro         | 500,000    |
| Polônia (ZPAV)                                                                                     | —            | 800,000    |
| Reino Unido (BPI)                                                                                  | Platina      | 1,700,000  |
| Suécia (GLF)                                                                                       | —            | 740,000    |
| Taiwan                                                                                             | —            | 3,500      |
| Resumos                                                                                            |              |            |
| Mundo                                                                                              | —            | 11,500,000 |
| *números de vendas baseados somente na certificação ^distribuições baseadas apenas na certificação |              |            |